# Theerathon Bunmathan
Theerathon Bunmathan, född 6 februari 1990, är en thailändsk fotbollsspelare.
Theerathon Bunmathan spelade 50 landskamper för det Thailändska landslaget.